# Ludvig Lindblom
Konrad Ludvig Lindblom (ur. 12 stycznia 1910, zm. 4 października 1985) – szwedzki zapaśnik walczący w obu stylach. Dwukrotny olimpijczyk. Zajął szóste miejsce w Los Angeles 1932 i dziesiąte w Berlinie 1936. Walczył w wadze półśredniej i średniej.
Mistrz kraju w stylu klasycznym w 1930, 1932; drugi w 1936, 1936 i 1937. 

## Letnie Igrzyska Olimpijskie 1932
| Konkurencja      | Rundy eliminacyjne         | Rundy eliminacyjne   | Klas. końcowa |
| Konkurencja      | Przeciwnik I               | Przeciwnik II        | Miejsce       |
| ---------------- | -------------------------- | -------------------- | ------------- |
| 72 kg styl wolny | Eino Aukusti Leino (FIN) P | Jean Földeák (GER) P | 6.            |

## Letnie Igrzyska Olimpijskie 1936
| Konkurencja      | Rundy eliminacyjne       | Rundy eliminacyjne    | Rundy eliminacyjne     | Klas. końcowa |
| Konkurencja      | Przeciwnik I             | Przeciwnik II         | Przeciwnik III         | Miejsce       |
| ---------------- | ------------------------ | --------------------- | ---------------------- | ------------- |
| 79 kg styl wolny | Ercole Gallegati (ITA) P | Ahmet Kireççi (TUR) P | János Riheczky (HUN) P | 10.           |